# Betula platyphylla
Betula platyphylla, o el Bedoll blanc japonès, és una espècie de bedoll de la família de betulacies, distribuït en llocs de clima temperat a subàrtic d'Àsia: Japó, Xina, Corea, i Sibèria. Pot arribar a fer 30 metres d'alt.